# Lučivná
Lučivná (em alemão: Lautschburg; húngaro: Lucsivna) é um município da Eslováquia, situado no distrito de Poprad, na região de Prešov. Tem 18,77 km² de área e sua população em 2018 foi estimada em 984 habitantes.

## Demografia
| Ano:        | 1994 | 2004    | 2014   | 2024   |
| ----------- | ---- | ------- | ------ | ------ |
| Broj ljudi: | 822  | 982     | 993    | 937    |
| Razlika:    |      | +19,46% | +1,12% | -5,63% |

| Ano:               | 2023 | 2024   |
| ------------------ | ---- | ------ |
| Número de pessoas: | 936  | 937    |
| Diferença:         |      | +0,10% |